# William H. Rau
William Herman Rau (19 de janeiro de 1855 - 19 de novembro de 1920) foi um fotógrafo norte-americano. Ele é mais lembrado por seus cartões estéreo de lugares ao redor do mundo, e por suas fotografias panorâmicas de locais ao longo da Estrada de Ferro da Pensilvânia.

## Vida
Rau nasceu na Filadélfia em 1855, filho dos imigrantes alemães e suíços Peter e Mary Witschi Rau.
Em 1874, com a recomendação de Bell, Rau juntou-se a uma expedição à Ilha Chatham, no Pacífico Sul, para fotografar o Trânsito de Vênus.
Após a exposição, ele se juntou ao estúdio de cartões estéreo de seu sogro, que ele comprou em 1878.
Ele faleceu em sua casa na Filadélfia em 19 de novembro de 1920.